# Parts of the Process (The Very Best of Morcheeba)
«Parts of the Process» — сборник британской трип-хоп команды Morcheeba, вышедший в 2003 году.

## Об альбоме
Почти все песни альбома кроме Shoulder Holster выпускались как синглы. Также альбом содержит несингловые треки Over And Over (из альбома Big Calm 1998 года) и What New York Couples Fight About (из альбома Charango 2002 года), а также две ранее неиздававшихся песни What’s Your Name и I Can’t Stand It.
What’s Your Name, с рэп сопровождением Big Daddy Kane, был выпущен как сингл в поддержку альбома.
Примерно в это же время Morcheeba выпускает также и DVD Morcheeba: From Brixton To Beijing.

## Список композиций
1. «The Sea»
2. «Tape Loop»
3. «Otherwise»
4. «Blindfold»
5. «Be Yourself»
6. «Part of the Process»
7. «Let Me See»
8. «Undress Me Now»
9. «What’s Your Name» (featuring Big Daddy Kane)
10. «Trigger Hippie»
11. «Rome Wasn’t Built in a Day»
12. «Over and Over»
13. «What New York Couples Fight About» (featuring Kurt Wagner)
14. «World Looking In»
15. «Moog Island»
16. «Way Beyond»
17. «Never an Easy Way»
18. «Can’t Stand It»